# 川島和正
川島和正（かわしまかずまさ 1979年 - ）とは日本の実業家。横浜国立大学卒。2007年の自身の著書である「働かないで年収5160万円稼ぐ方法」は28万部のベストセラーとなった。2010年以後には「川島塾」という名称の全てのノウハウを教える塾を世界各地で開設し、これが2015年時点の川島和正の主なビジネスとなっている。

## 著書
- 医薬品業界とMRの仕事がわかる本 2006年2月
- 働かないで年収5160万円稼ぐ方法 2007年4月
- 図解 働かないで年収5160万円稼ぐ方法 2008年1月
- なぜ、働かないで年収１億円になれたのか？: 仕事、恋愛、健康、旅行、買物……全ての夢をかなえた私の方法 2011年12月
- 損をしない思考法 2012年4月

| サブスタブ | この項目は、まだ閲覧者の調べものの参照としては役立たない、書きかけの項目です。この項目を加筆・訂正などしてくださる協力者を求めています。このテンプレートは分野別のサブスタブテンプレートやスタブテンプレート（Wikipedia:分野別のスタブテンプレート参照）に変更することが望まれています。 |